# 黃德章
黃德章（1870年6月7日—1923年），字滋萲（子宣），四川新繁人，中华民国司法官员。

## 生平
光緒丁酉科中式拔贡，后由京師大學堂派往留学日本东京帝国大学，学习法律。光緒三十四年（1908年）获游學畢業進士，授翰林院编修。民國元年8月16日，任司法部編纂，民國元年8月24日，任大理院推事，民國3年3月4日，任約法會議議員資格審定會會員，民國3年6月22日，署京師地方審判廳廳長，民國4年1月27日，授中大夫，民國4年8月12日，任京師地方審判廳廳長，民國9年1月8日，署江西高等檢察廳檢察長，民國10年12月18日，任江西高等檢察廳檢察長，
民國11年2月7日，調任總檢察廳檢察官，民國11年2月23日，調任大理院推事。